# مصطفى درويش الدباغ
مصطفى درويش الدباغ (1908 - 1968) هو قاضي وشاعر وكاتب فلسطيني.

## حياته
ولد مصطفى الدباغ بمدينة يافا، وتلقى تعليه في مدرسة دار العلوم الإسلامية، وبعدها التحق بالمدرسة الثانوية، ثم انتسب لإكمال دراسته في المدرسة الإنجليزية بيافا، وعيّن بعد ذلك كاتباً في إحدى محاكمها. أكمل دراسته الأكاديمية في معهد الحقوق في القدس عام 1934، وعين رئيساً لكتاب محاكم الصلح في مدينة يافا، وقبل انتهاء الانتداب البريطاني على فلسطين نقلت خدماته إلى المحكمة المركزية في نابلس، وبعد فترة وجيزة عيّن رئيساً لمحكمة بداية نابلس بعد الإدارة الأردنية للضفة الغربية، ومن نابلس نقل قاضياً لعدة مدن في الأردن، إلى أن استقر قاضياُ في إحدى محاكم القدس، أحيل بعدها على التقاعد عام 1965، وغادر القدس إلى عمان، وعاش في الأردن لفترة ثم سافر إلى مصر للعلاج حتى توفي عام 1968. في القاهرة، ودفن في مقبرة آل نوري بالقاهرة.

## مناصب وعضوية
1. عضو في جماعة أبولو.
2. عضو في نادي الاتحاد بيافا.
3. أحد مؤسسي النادي الرياضي الإسلامي.
4. قاضي محكمة الاستئناف في القدس.[3]

## أعماله

### الشعرية
عندما كان كاتباً في محاكم يافا، كان يوفر وقته للاطلاع على كتب التراثي العربي، منها: الامتناع والمؤانسة والحيوان والبخلاء، وكتب عباس محمود العقاد وإبراهيم المازني ومصطفى الرافعي، وغيرهم، وكانت أولى انطلاقاته الشعرية هي قصيدته التي استقبل بها أمين الريحاني أثناء زيارته مدينة يافا عام 1927، التي ربما فتحت له آفاق للنشر في الصحف العربية، ونشرت له قصائد في عدد من الصحف، منها جريدة "فلسطين"، ومجلة "أبولو" ومن قصائده المنشورة:
1. ثورة الحب، يناير 1932.
2. يقظة الوفاء، يوليو 1933.
3. دمعة يافا على أمير الشعراء، ديسمبر 1933.
4. صوت الضمير، مارس 1936.
5. ذكرى ابن زيدون، نوفمبر 1944.
6. مولد الهدى، فبراير 1945.
7. الدمع الواشي، أبريل 1934.
8. وله قصائد نشرت في مجلة الدفاع بين 1934، 1966.

### مؤلفاته
1. شهد وعلقم: مختارات شعرية ونثرية، المطبعة العصرية، القدس 1960.
2. وحي الشاطئ، مجموعة مقالات، مطبعة النصر التجارية، نابلس 1959.
3. من الأعماق، مجموعة مقالات، مخطوطة.

### مقالات
له مقالات نشرت في مجلة الدفاع اليافاوية، وفي مجلة الأديب البيروتية، منها:
1. العقاد الشاعر، يوليو، 1966.
2. بين السخرية والضحك، أبريل، 1967.
3. مشاهد من أحلام اليقظة، يونيو، 1967.
4. جولة في معارض الثياب القديمة، أغسطس، 1967.
5. طلاقة الحياة خلف المظاهر المادية، سبتمبر، 1967.
6. الصداقة بين الواقعية والمثالية، أكتوبر، 1967.
7. غربة الروح عند التوحيدي والدباغ، نوفمبر، 1967.
8. الكهولة بين الأبوة والأمومة، ديسمبر، 1967.
9. جولة مع فلاسفة السخرية والفكاهة، يناير، 1968.
10. الرحمة ودموع السماء، مارس، 1968.
11. زكي مبارك بين الأمل واليأس، أبريل، 1968.
12. ساعة استجمام بين الدعابة والمجون، يونيو، 1968.
13. الحياة بين السعادة والشقاء، سبتمبر، 1968.
14. الأعشاش الهانئة في ظلال الحب، نوفمبر، 1968.